# Trofeum Kaleviego Numminena
Trofeum Kaleviego Numminena (fiń. Kalevi Numminen -palkinto) – nagroda indywidualna w fińskich rozgrywkach hokeja na lodzie Liiga przyznawana corocznie najlepszemu trenerowi klubowemu w sezonie.
Nagroda dla najlepszego trenera jest przyznawana od sezonu 1977/1978. Od 1995 trofeum nazwano imieniem i nazwiskiem byłego hokeisty i trenera Kaleviego Numminena. Najczęściej, pięciokrotnie, nagrodę otrzymywał Hannu Jortikka.

## Wyróżnieni
- 1977-78: Kari Mäkinen (Ässät)

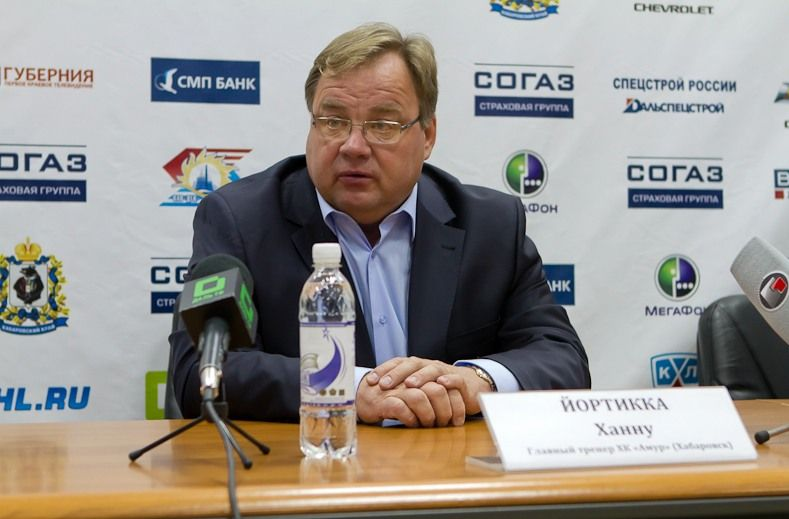
Hannu Jortikka – najczęściej wyróżniany nagrodą trener (2011)

- 1978-79: Veli-Pekka Roiha (Reipas Lahti)
- 1979-80: Jorma Rikala (HIFK)
- 1980-81: Kari Mäkinen (Kärpät)
- 1981-82: Rauno Korpi (Tappara)
- 1982-83: Reino Ruotsalainen (Jokerit)
- 1983-84: Pentti Matikainen (Kärpät)
- 1984-85: Seppo Hiitelä (Ilves)
- 1985-86: Rauno Korpi (Tappara)
- 1986-87: Rauno Korpi (Tappara)
- 1987-88: Pentti Matikainen (HIFK)
- 1988-89: Hannu Aravirta (JYP)
- 1989-90: Hannu Jortikka (TPS)
- 1990-91: Hannu Jortikka (TPS)
- 1991-92: Harri Rindell (HIFK)
- 1992-93: Władimir Jurzinow (TPS)
- 1993-94: Władimir Jurzinow (TPS)
- 1994-95: Władimir Jurzinow (TPS)
- 1995-96: Sakari Pietilä (HPK)
- 1996-97: Hannu Kapanen (HPK)
- 1997-98: Erkka Westerlund (HIFK)
- 1998-99: Hannu Jortikka (TPS)
- 1999-00: Hannu Jortikka (TPS)
- 2000-01: Hannu Jortikka (TPS)
- 2001-02: Raimo Summanen (Jokerit)
- 2002-03: Jukka Rautakorpi (Tappara)
- 2003-04: Kari Heikkilä (Kärpät)
- 2004-05: Kari Jalonen (Kärpät)
- 2005-06: Jukka Jalonen (HPK)
- 2006-07: Kari Jalonen (Kärpät)
- 2007-08: Petri Matikainen (Blues)
- 2008-09: Risto Dufva (JYP)
- 2009-10: Kai Suikkanen (TPS)
- 2010-11: Petri Matikainen (Blues)
- 2011-12: Jyrki Aho (JYP)
- 2012-13: Karri Kivi (Ässät)
- 2013-14: Pekka Tirkkonen (SaiPa)
- 2014-15: Lauri Marjamäki (Kärpät)
- 2015-16: Jussi Tapola (Tappara)[2]
- 2016-17: Pekka Virta (Lukko)
- 2017-18: Mikko Manner (Kärpät)[3]
- 2018-19: Antti Pennanen (HPK)[4]
- 2019-20: Jussi Ahokas (KooKoo)[5]
- 2020-21: Pekka Virta (Lukko)[6]
- 2021-22: Olli Jokinen (Jukurit)[7]